# Haus Brauß (Mosbach)

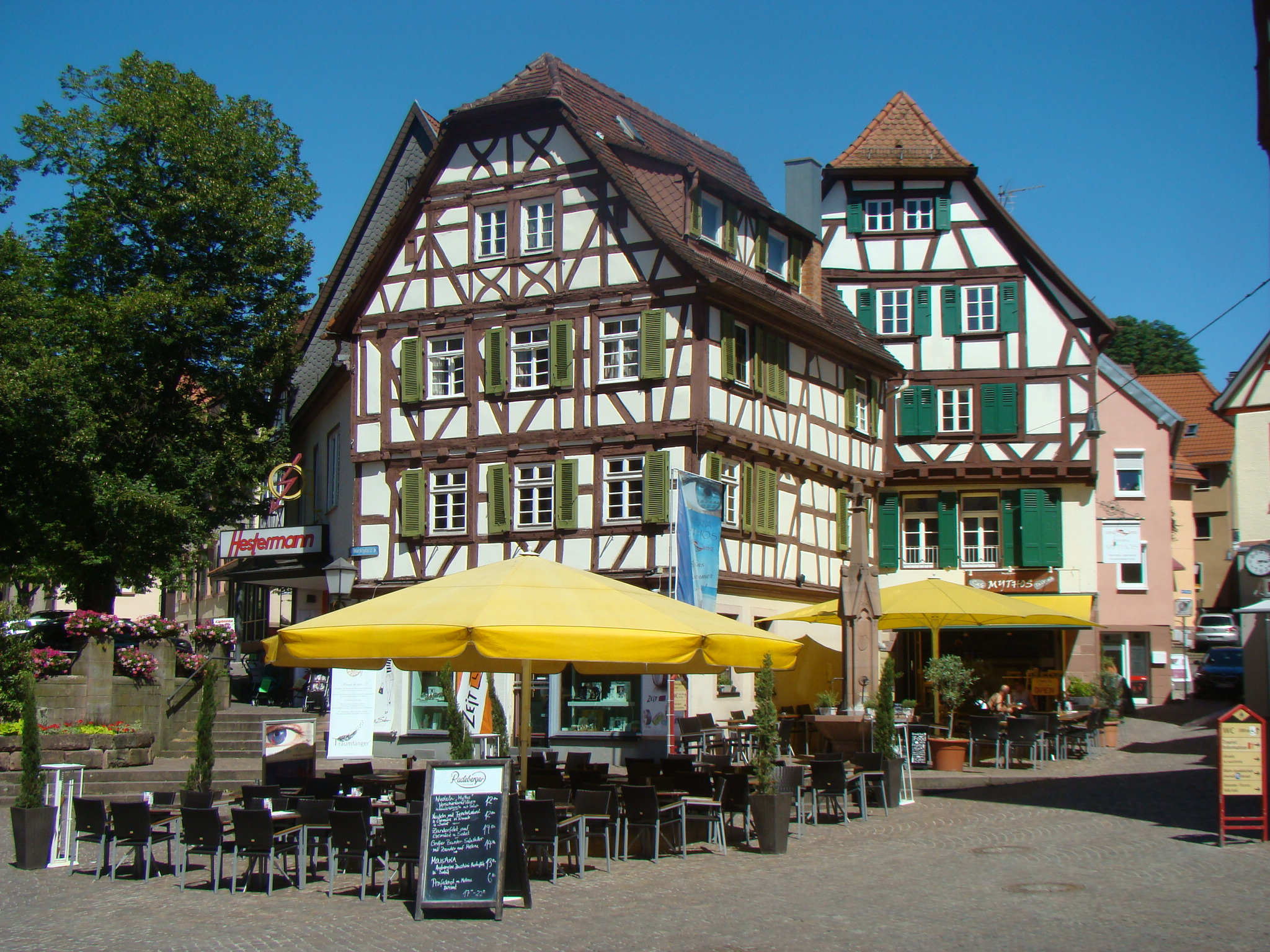
Haus Brauß am Marktplatz in Mosbach, dahinter das heute gastronomisch genutzte Stammhaus des Schuhhauses Stadler

Das Haus Brauß ist ein Fachwerkhaus am Marktplatz in Mosbach im Neckar-Odenwald-Kreis im nördlichen Baden-Württemberg. 

## Geschichte
Das Gebäude gehört zum historischen Gebäudebestand rund um den Mosbacher Marktplatz. Im 19. Jahrhundert befand sich darin das Geschäft von Uhrmachermeister Baunach, später führte sein Schwiegersohn Ludwig Brauß darin ein Kurz-, Weiß- und Wollwarengeschäft.

## Beschreibung
Das Haus Brauß ist ein zweigeschossiger Fachwerkbau mit leicht vorkragenden Fachwerkgeschossen auf massiv gemauertem Erdgeschoss, giebelständig zum Marktplatz gelegen. Die rechts des Hauses beginnende Badgasse ist in diesem Bereich noch platzartig geweitet, so dass das schräg hinter dem Hauß Brauß befindliche Stadler-Stammhaus ebenfalls noch eine vom Marktplatz aus sichtbare Giebelseite aufweist.